# Nyikolaj Naumovics Kirtok
Nyikolaj Naumovics Kirtok, oroszul: Николай Наумович Кирток; ukránul: Микола Наумович Кирток (Domanivkai járás, 1920. december 6. – Moszkva, 2022. szeptember 25.) szovjet pilóta a második világháború idején, 210 bevetést hajtott végre, Il–2 csatarepülőgépeken. 1945 nyarán megkapta a Szovjetunió hőse kitüntetést.

## Kitüntetései
- Szovjetunió Hőse (1945. június 27.)
- Lenin-rend (1945. június 27.)
- Vörös Zászló érdemrend, háromszor (1943. október 26., 1944. március 19., 1945. május 19.)
- Alekszandr Nyevszkij-rend (Szovjetunió) (1945. március 8.)
- Alekszandr Nyevszkij-rend (Oroszország) (2020. december 7.)
- Honvédő Háború Érdemrend I. fokozata, kétszer (1943. október 31., 1985. március 11.)
- Vörös Csillag-rend
- A Haza Szolgálatáért a Szovjetunió Fegyveres Erőiben érdemrend, 3. fokozat (1975. április 30.)
- „A harci érdemekért” érem
- Zsukov-érem
- „Prága felszabadításáért” érem (1945)
- „Berlin elfoglalásáért” érem (1945)
- Az 1941–1945-ös Nagy Honvédő Háborúban Németország Fölött Aratott Győzelemért érdemérem (1945)

## Fordítás
Ez a szócikk részben vagy egészben  a   Nikolai Kirtok című angol Wikipédia-szócikk ezen változatának fordításán alapul.  Az eredeti cikk szerkesztőit annak laptörténete sorolja fel. Ez a jelzés csupán a megfogalmazás eredetét és a szerzői jogokat jelzi, nem szolgál a cikkben szereplő információk forrásmegjelöléseként.